# أبو الخوص (إدلب)
أبو الخوص قرية سورية تتبع ناحية سراقب في منطقة مركز إدلب في محافظة إدلب. بلغ عدد سكانها 899 نسمة في عام 2004 حسب إحصاء المكتب المركزي للإحصاء.